# River Nore SPA
River Nore SPA este o arie protejată (arie de protecție specială avifaunistică — SPA) din Irlanda întinsă pe o suprafață de 414,57 ha, din care 10 % marine.

## Localizare
Centrul sitului River Nore SPA este situat la coordonatele 52°40′37″N 7°15′54″W / 52.676811°N 7.265105°V.

## Înființare
Situl River Nore SPA a fost declarat arie de protecție specială avifaunistică în noiembrie 2010 pentru a proteja 3 specii de animale.

## Biodiversitate
Situată în ecoregiunea atlantică, aria protejată nu include niciun habitat protejat.
La baza desemnării sitului se află mai multe specii protejate de  păsări (3): pescăruș albastru (Alcedo atthis), rață mare (Anas platyrhynchos), stârc cenușiu (Ardea cinerea).
Pe lângă speciile protejate, pe teritoriul sitului au mai fost identificate 1 specie de păsări.